# Disparidad de género en las comunidades indígenas de México.
Las comunidades indígenas han sido, históricamente, de las más discriminadas y excluidas en el país lo que trajo consigo una gran disparidad entre hombres y mujeres.
A partir de la Encuesta Intercensal 2015, se determinó que 12 millones 25 mil 947 personas pertenecen a la comunidad indígena, lo que representa al 10.1% de la población total, concentrada principalmente en los estados de Oaxaca, Chiapas, Veracruz, México, Puebla, Yucatán, Guerrero e Hidalgo.
Aunado a esto, y con base en la misma encuesta, dentro de los grupos indígenas las mujeres; quienes constituyen alrededor del 51.3%, son las más afectadas ya sea por su condición de indígenas, religión, costumbres o género. 
Esto se puede ver reflejado en las pocas oportunidades para acceder al mercado laboral, la escasa participación política o la escolaridad. 

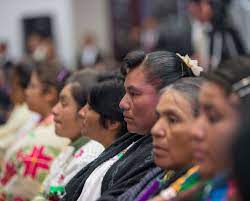
Conferencia del Día Internacional de la Eliminación de la Violencia contra las Mujeres.

La desigualdad de género dentro de las comunidades indígenas puede verse muy marcada a través de sus actividades cotidianas pues aún existe una marcada división entre las tareas a desempeñar por mujeres y hombres a lo largo de su vida. Mientras las mujeres son las encargadas de las actividades domésticas y el cuidado de los niños, los hombres se encargan de las tareas del campo, así mismo las niñas indígenas llegan a incursionar en las labores domésticas.
Además, la mujeres indígenas han tenido que insertarse en una sociedad occidentalizada y neoliberal donde deben luchar por sus derechos y la no discriminación en los espacios públicos. 
Asimismo, uno de los problemas a los que se enfrentan los gobiernos federales y estatales en la lucha contra las desigualdades étnicas y de género, es la poca disponibilidad de datos sobre la calidad de vida de las mujeres indígenas.
Sumando todo lo mencionado anteriormente da como resultado una desigualdad en su reconocimiento social y empoderamiento.
Si bien en los últimos años la preocupación por la identidad, equidad y los derechos de los pueblos indígenas ha aumentado significativamente tanto nacional como internacionalmente, lo que ha llevado a la implementación de políticas y programas para empoderar a las mujeres y promover su participación en la toma de decisiones y en la vida pública en general, los avances y modernizaciones que se han logrado son relativos pues aún persisten muchos de los grandes problemas como lo son las desigualdades socioeconómicas, la marginación social, la miseria extrema y un rezago educativo. Muchos de estos basados también en la cultura.

## Disparidad de género en el ámbito social.

### Educación
La educación es un derecho fundamental y es necesaria para el desarrollo integral de los niños y niñas. Sin embargo, en México el analfabetismo entre las mujeres indígenas que hablan un idioma nativo es 4 veces mayor que para las mujeres que no lo hablan según datos del censo nacional 2010.
Si bien la Encuesta Intercensal 2015 indicó que no existe gran diferencia en la asistencia escolar entre hombres y mujeres de entre 3 y 14 años de edad, si la existe a partir de los 15 años en una relación de 3 a 1. Además de que su tasa de terminación de estudios se sitúa en 13.1%. 
Las barreras que dificultan tanto la inserción como la terminación de los estudios a las niñas indígenas son numerosas y pueden verse desde el punto de vista económico como la falta de una infraestructura adecuada o el gasto en útiles y libros escolares que la mayoría no puede costearse, geográfico pues la ubicación de la escuela generalmente representa un largo recorrido diario; lo que involucra a su vez temas de seguridad, pues se teme que sean victimas actos de violencia y agresión sexual.
Asimismo, se enfrentan a barreras culturales cuando su familia considera que no vale la pena invertir en la educación de las hijas o cuando se les adjudican labores del hogar o familiares. De igual manera las niñas indígenas se ven involucradas en el matrimonio y maternidad a temprana edad lo que provoca deserción escolar.
Otra barrera para la paridad en educación es el idioma pues, se ha observado que los estudiantes cuya lengua materna no se integra en los programas de educación o se enseña solamente en un curso separado tienden a tener un rendimiento escolar deficiente.
Estas barreras crean una estructura de inequidad entre hombres y mujeres, y entre mujeres indígenas y no indígenas. Lo que condiciona y limita sus posibilidades de romper con las estructuras sociales y acceder a otras oportunidades de vida.

### Participación política
La histórica marginación en la que han vivido los pueblos indígenas, el analfabetismo y la falta de información en lengua materna son algunos de los factores que han favorecido al abuso contra sus derechos electorales y acceso a la justicia.
Si bien esto es un problema que afecta tanto a hombres como mujeres, la autodeterminación de los pueblos indígenas también ha favorecido a la poca participación de las mujeres pues la mayoría de estos considera que ellas no tienen porqué participar de forma plena, desde ejercer el voto hasta poder ocupar cargos de elección popular.
Si bien se han creado diversas leyes y organizaciones para apoyar y defender los derechos electorales de las mujeres indígenas y se ha influido para que la mujer se sienta capaz de demandar los daños jurídicos El hecho de que en las comunidades y pueblos indígenas se permita la autodeterminación provoca que la subordinación que tiene la mujer ante el hombre en estas comunidades sea más notoria. 
Las mujeres indígenas en México están gravemente subrepresentadas en los cargos políticos en todos los niveles. Según el Instituto Nacional Electoral, en 2021, solo seis de los 128 miembros del Senado mexicano son mujeres, y ninguna de ellas es indígena. En la Cámara de Diputados, las mujeres ocupan solo el 48,2% de los escaños, y solo una pequeña fracción de esas mujeres son indígenas. A nivel estatal y local, las mujeres indígenas están aún menos representadas, con solo un puñado de mujeres indígenas ocupando cargos públicos en todo el país.
Hay varios factores que contribuyen a esta subrepresentación. Uno es la intersección de la discriminación étnica y de género, que crea múltiples niveles de desventaja para las mujeres indígenas. Las mujeres indígenas a menudo son excluidas de la participación política debido a su género, etnia y bajo nivel socioeconómico, lo que puede dificultarles obtener el apoyo que necesitan para postularse para un cargo. Además, muchas mujeres indígenas carecen de acceso a la educación y otros recursos que las ayudarían a participar en la política, como la capacidad de hablar español con fluidez, que es el idioma de la política mexicana.

### Acceso a la justicia
Por otra parte, el acceso a la justicia también se rige por la autodeterminación. Esto quiere decir que las mujeres deben poder elegir la justicia que responda mejor a sus necesidades: ya sea la justicia indígena o la justicia estatal.
Sin embargo ambas poseen barreras de índole geográfica, económica, cultural y lingüística. Ya que los sistemas de justicia estatales tienden a estar alejados de las zonas, así como también presentan faltas de traductores o intérpretes para personas hablantes de dialecto. Mientras que en los sistemas indígenas, los hombres tienden a dominar las instituciones, lo cual limita la voz y la participación de las mujeres.

## Disparidad de género en el ámbito económico.
En el ámbito económico, las mujeres indígenas en México enfrentan una serie de desigualdades y obstáculos. Muchos de ellos trabajan en el sector informal, donde a menudo tienen bajos ingresos y poca seguridad social. También tienen menos acceso a oportunidades de empleo y recursos financieros como préstamos y créditos.
Además, las mujeres indígenas enfrentan discriminación en el mercado laboral por su género y etnia. Esto conduce a salarios más bajos que los de los hombres y menos acceso a puestos gerenciales y de toma de decisiones.
Un estudio realizado en 2015 por el Consejo Nacional para la Evaluación de la Política de Desarrollo Social (CONEVAL) encontró que los indígenas en México tenían mayores niveles de pobreza que los no indígenas y que las mujeres indígenas eran particularmente vulnerables a la pobreza y la exclusión económica.
Para abordar estas desigualdades, se han implementado políticas y programas específicos para promover el empoderamiento económico de las mujeres indígenas. Por ejemplo, el Programa de Promoción de la Economía Social (PROSPERA) brinda apoyo financiero y capacitación a mujeres indígenas en sectores como la agricultura y la producción de artesanías.

## Disparidad de género en el sector salud.
La desigualdad de género en el sector salud de las comunidades indígenas en México es un problema complejo que involucra múltiples factores tales como: la falta de acceso a los servicios de salud y discriminación de género y étnica. En general, las mujeres indígenas enfrentan mayores barreras para acceder a la atención de la salud que los hombres indígenas y la población no indígena.
De acuerdo con el Instituto Nacional de Estadística y Geografía (INEGI), la tasa de mortalidad materna entre las mujeres indígenas es significativamente más alta que la de la población no indígena en México. Además, las mujeres indígenas también corren un mayor riesgo de mortalidad infantil y enfermedades como la diabetes y las enfermedades infecciosas.
En muchas comunidades indígenas, las mujeres tienen acceso limitado a los servicios de salud debido a barreras geográficas y culturales, como la falta de transporte y la falta de confianza en los proveedores de atención médica no indígenas. Además, la discriminación étnica y de género a menudo impide que las mujeres indígenas reciban atención médica de calidad y culturalmente sensible.
Para abordar esta desigualdad de género en el sector de la salud de las comunidades indígenas en México, se han implementado varios programas y políticas gubernamentales. Estos programas incluyen la capacitación de trabajadores de la salud en la cultura y el idioma indígenas, la mejora de la infraestructura y el acceso a los servicios de salud en las comunidades indígenas y la promoción de la salud materna y reproductiva de las mujeres indígenas.